# Santi Andrea e Francesco
Santi Andrea e Francesco è un dipinto del pittore cretese El Greco realizzato circa nel 1595 durante il suo secondo periodo a Toledo e conservato nel Museo del Prado a Madrid in Spagna.

## Descrizione e stile
È la coppia di santi più famosa dei dipinti di El Greco. Entrambe le figure Sant'Andrea apostolo con la sua croce e San Francesco d'Assisi con l'abito francescano e le mani stigmatizzate, sono in primo piano e in uno spazio molto piccolo. Sullo sfondo c'è una vista paesaggistica della città di Toledo con delle nuvole in cielo.
Entrambe le figure sono allungate e snelle, dove i tessuti sembrano proteggere i corpi piatti e senza carne dei santi. I colori sono molto nitidi e intensi. La composizione delle mani è evidenziata con uno stile molto personale.